# Zilda Arns
Zilda Arns Neumann (Forquilhinha, 25 de agosto de 1934 — Porto Príncipe, 12 de janeiro de 2010) foi uma médica, pediatra e sanitarista brasileira.
Irmã de Dom Paulo Evaristo Arns, foi também fundadora e coordenadora internacional da Pastoral da Criança e da Pastoral da Pessoa Idosa, organismos de ação social da Conferência Nacional dos Bispos do Brasil (CNBB).
Recebeu diversas menções especiais e títulos de cidadã honorária no país. Da mesma forma, à Pastoral da Criança foram concedidos diversos prêmios pelo trabalho que vem sendo desenvolvido desde a sua fundação. Em 2012, numa seleção por um formato internacional, Arns foi eleita a 17° maior brasileira de todos os tempos.
Em janeiro de 2015, foi iniciado o processo de beatificação de Zilda Arns em reconhecimento de suas obras caritativas.
No dia 20 de abril de 2023, foi inscrita pelo governo brasileiro no Livro dos Heróis e Heroínas da Pátria.

## Vida e obra
O casal brasileiro de origem alemã, Gabriel Arns e Helene Steiner, teve 16 filhos. Zilda, a 13ª criança, nasceu no dia 25 de agosto de 1934, em Forquilhinha, Santa Catarina. Em 1953, começou a estudar medicina, na UFPR, em entrevista ela disse: "Um professor me reprovou no primeiro ano, bem eu, sempre das primeiras da sala. Ele dizia que era absurdo uma mulher cursar medicina. Mas virei pediatra, justo a matéria dele". No mesmo ano que entrou na faculdade ela começou a cuidar de crianças menores de um ano. Na época, Zilda se impressionou com a grande quantidade de crianças internadas com doenças de fácil prevenção, como diarreia e desidratação. Em 26 de dezembro de 1959, casou-se com Aloísio Bruno Neumann (1931-1978), com quem teve seis filhos: Marcelo (falecido três dias após o parto), Rubens, Nelson, Heloísa, Rogério e Sílvia (que faleceu em 2003 num acidente automobilístico). Zilda Arns era avó de dez netos.
Formada em medicina pela UFPR, em 1959, aprofundou-se em saúde pública, pediatria e sanitarismo, visando a salvar crianças pobres da mortalidade infantil, da desnutrição e da violência em seu contexto familiar e comunitário. Compreendendo que a educação revelou-se a melhor forma de combater a maior parte das doenças de fácil prevenção e a marginalidade das crianças, para otimizar a sua ação, desenvolveu uma metodologia própria de multiplicação do conhecimento e da solidariedade entre as famílias mais pobres, baseando-se no milagre bíblico da multiplicação dos dois peixes e cinco pães que saciaram cinco mil pessoas, como narra o Evangelho de São João (Jo 6,1-15).
A sua prática diária como médica pediatra do Hospital de Crianças César Pernetta, em Curitiba, e, mais tarde, como diretora de Saúde Materno-Infantil da Secretaria de Saúde do Estado do Paraná, teve como suporte teórico as seguintes especializações:
- Educação em Saúde Materno-Infantil, na Faculdade de Saúde Pública da Universidade de São Paulo (USP);
- Saúde Pública para Graduados em Medicina, na Faculdade de Saúde Pública (USP)
- Administração de Programas de Saúde Materno-Infantil, pela Organização Pan-Americana de Saúde (OPAS) /Organização Mundial da Saúde (OMS), e Ministério da Saúde
- Pediatria Social, na Universidade de Antioquia, em Medellín, Colômbia
- Pediatria, na Sociedade Brasileira de Pediatria
- Educação Física, na Universidade Federal do Paraná

Sua experiência fez com que, em 1980, fosse convidada pelo Governo do Estado do Paraná a coordenar a campanha de vacinação Sabin, para combater a primeira epidemia de poliomielite, que começou em União da Vitória, criando um método próprio, depois adotado pelo Ministério da Saúde. No mesmo ano, foi também convidada a dirigir o Departamento Materno-Infantil da Secretaria da Saúde do mesmo Estado, quando então instituiu com extraordinário sucesso os programas de planejamento familiar, prevenção do câncer ginecológico, saúde escolar e aleitamento materno.
Em 1983, a pedido da CNBB, criou a Pastoral da Criança juntamente com o presidente da CNBB, dom Geraldo Majella, Cardeal Agnelo, Arcebispo de Salvador e Primaz do Brasil, que, à época, era Arcebispo de Londrina. No mesmo ano, deu início à experiência a partir de um projeto-piloto em Florestópolis. Após vinte e cinco anos, a pastoral acompanhou 1 816 261 crianças menores de seis anos e 1 407 743 de famílias pobres em 4 060 municípios brasileiros. Neste período, mais de 261 962 voluntários levaram solidariedade e conhecimento sobre saúde, nutrição, educação e cidadania para as comunidades mais pobres, criando condições para que elas se tornem protagonistas de sua própria transformação social.
Para multiplicar o saber e a solidariedade, foram criados três instrumentos, utilizados a cada mês:
- Visita domiciliar às famílias
- Dia do Peso, também chamado de Dia da Celebração da Vida
- Reunião Mensal para Avaliação e Reflexão

Em 2004 recebeu da CNBB outra missão semelhante: fundar e coordenar a Pastoral da Pessoa Idosa. Atualmente mais de cem mil idosos são acompanhados mensalmente por doze mil voluntários de 579 municípios de 141 dioceses de 25 estados brasileiros.
Dividia seu tempo entre os compromissos como coordenadora nacional da Pastoral da Pessoa Idosa e coordenadora internacional da Pastoral da Criança e a participação como representante titular da CNBB no Conselho Nacional de Saúde, e como membro do Conselho Nacional de Desenvolvimento Econômico e Social (CDES).
Foi eleita membro honorário da Academia Nacional de Medicina em 2007.

### Morte

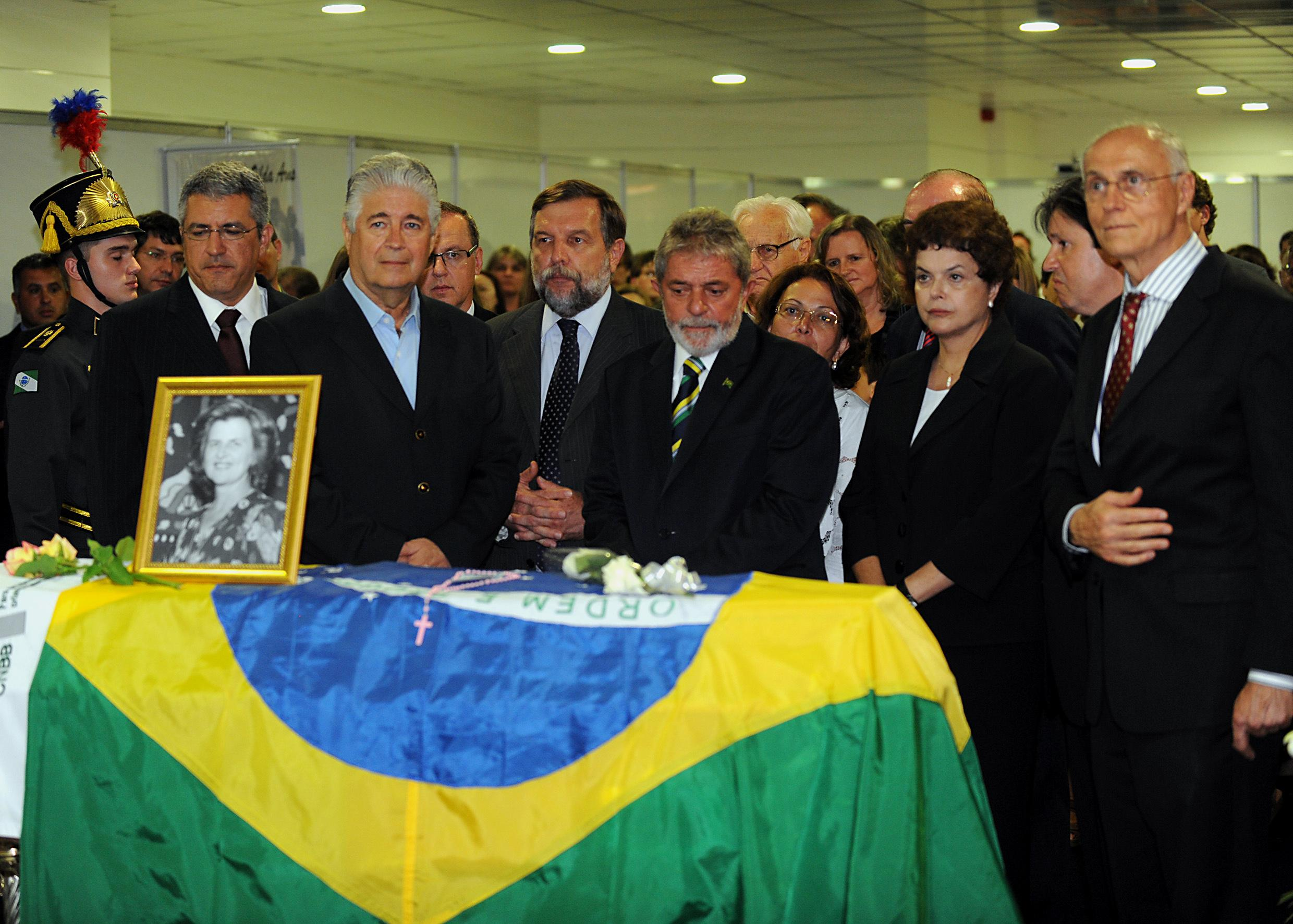
Curitiba - Presidente Luiz Inácio Lula da Silva comparece ao velório da coordenadora da Pastoral da Criança, Zilda Arns, no Palácio das Araucárias

Zilda Arns encontrava-se em Porto Príncipe, no Haiti em missão humanitária, para introduzir a Pastoral da Criança no país. No dia 12 de janeiro de 2010, pouco depois de proferir uma palestra para cerca de 15 religiosos de Cuba, o país foi atingido por um violento terremoto. A Dra. Zilda foi uma das vítimas da catástrofe.
Naquele momento ela estava discursando, quando as paredes da igreja desabaram, a médica estava no último parágrafo do discurso, que ela não chegou a terminar, falava da importância de cuidar das crianças "como um bem sagrado", promovendo o respeito a seus direitos e protegendo-os, "tal qual os pássaros cuidam dos seus filhos".
No dia 14 de janeiro, o senador Flávio Arns (PSDB-PR), seu sobrinho, divulgou uma nota sobre as circunstâncias da morte da médica:
"A Dra. Zilda estava em uma igreja, onde proferiu uma palestra para cerca de 150 pessoas. Ela já tinha acabado seu discurso e estava conversando com um sacerdote, que queria mais informações sobre o trabalho da Pastoral da Criança. De repente, começou o tremor. O padre que estava conversando com ela deu um passo para o lado e a Dra. Zilda recuou um passo e foi atingida diretamente na cabeça, quando o teto desabou. Ela morreu na hora. A Dra. Zilda não ficou soterrada. O resto do corpo não sofreu ferimentos, somente a cabeça foi atingida. O sacerdote que conversava com ela sobreviveu. Já outros quinze sacerdotes que estavam próximos a ela faleceram".
Como forma de preservar a memória de Zilda viva, sua irmã Otília Arns escreveu a obra literária "Zilda Arns: A Trajetória da Médica Missionária" no ano de 2010. A obra possui a história dos antepassados de Zilda, sua biografia e depoimentos de seus familiares.

## Fragmentos de um discurso amoroso
| “ | (...) Sabemos que a força propulsora da transformação social está na prática do maior de todos os mandamentos da Lei de Deus: o Amor, expressado na solidariedade fraterna, capaz de mover montanhas."Amar a Deus sobre todas as coisas e ao próximo como a nós mesmos" significa trabalhar pela inclusão social, fruto da Justiça; significa não ter preconceitos, aplicar nossos melhores talentos em favor da vida plena, prioritariamente daqueles que mais necessitam. Somar esforços para alcançar os objetivos, servir com humildade e misericórdia, sem perder a própria identidade. Cremos que esta transformação social exige um investimento máximo de esforços para o desenvolvimento integral das crianças. Este desenvolvimento começa quando a criança se encontra ainda no ventre sagrado da sua mãe. As crianças, quando estão bem cuidadas, são sementes de paz e esperança. Não existe ser humano mais perfeito, mais justo, mais solidário e sem preconceitos que as crianças. Como os pássaros, que cuidam de seus filhos ao fazer um ninho no alto das árvores e nas montanhas, longe de predadores, ameaças e perigos, e mais perto de Deus, devemos cuidar de nossos filhos como um bem sagrado, promover o respeito a seus direitos e protegê-los. | ” |

## Prêmios e honrarias

### Prêmios internacionais
Entre os prêmios internacionais recebidos por Zilda Arns Neumann, merecem destaque:
- Prêmio Internacional da OPAS em Administração Sanitária, 1994.
- Prêmio Humanitário 1997 do Lions Club International;
- Medalha "Simón Bolívar", da Câmara Internacional de Pesquisa e Integração Social, em 2000;
- Título Companheiro Paul Harris, concedido pela Fundação Rotária de Rotary International, recebeu a Comenda Paul Harris no Rio de Janeiro em 11 de setembro de 2001.[21]
- Prêmio "Heroína da Saúde Pública das Américas", concedido pela Organização Pan-Americana de Saúde (OPAS), em 2002;
- Prêmio Social 2005 da Câmara de Comércio Brasil-Espanha;
- Prêmio Rei Juan Carlos (Prêmio de Direitos Humanos Rei da Espanha) pela Universidade de Alcalá. Recebeu o prêmio em 24 de janeiro de 2005, das mãos do rei;[22][23]
- Opus Prize (EUA), em 2006;
- Indicada postumamente ao Prêmio Nobel da Paz, em 2011.

### Prêmios nacionais
Entre os prêmios nacionais, destacam-se:
- Diploma Mulher Cidadã Bertha Lutz, do Senado Federal, em 2005;
- Diploma e medalha O Pacificador da ONU Sérgio Vieira de Mello, concedido pelo Parlamento Mundial de Segurança e Paz, em 2005;
- Troféu de Destaque Nacional Social, principal prêmio do evento As mulheres mais influentes do Brasil, promovido pela Revista Forbes do Brasil com o apoio da Gazeta Mercantil e do Jornal do Brasil, em 2004;
- Medalha de Mérito em Administração, do Conselho Federal de Administração, em Florianópolis, Santa Catarina, 2004;
- Medalha da Inconfidência, do Governo do Estado de Minas Gerais, em 2003;
- Título Acadêmico Honorário, da Academia Paranaense de Medicina, em Curitiba, Paraná, 2003;
- Medalha da Abolição, concedida pela Universidade do Estado do Rio Grande do Norte, em 2002;
- Insígnia da Ordem do Mérito Médico, na classe Comendador, concedida pelo Ministério da Saúde, em 2002;
- Medalha Mérito Legislativo Câmara dos Deputados, em 2002;
- Comenda da Ordem do Mérito Judiciário Trabalhista, grau Comendador, concedida pelo Tribunal Superior do Trabalho, em 2002;
- Medalha Anita Garibaldi, concedida pelo governo do Estado de Santa Catarina, em 2001;
- Comenda da Ordem do Rio Branco, grau Comendador, concedida pela Presidência da República, 2001;
- Prêmio de Honra ao Mérito da Assembleia Legislativa de Santa Catarina, 2001;
- Medalha de Mérito Antonieta de Barros, concedida pela Assembleia Legislativa de Florianópolis;
- Prêmio de Direitos Humanos 2000 da Associação das Nações Unidas – Brasil, em 2000;
- Prêmio USP de Direitos Humanos 2000 – Categoria Individual;
- Nomeada "heroína nacional" no Livro de Aço brasileiro, em 2023.[24]

Em 2001, 2002, 2003 e 2005 a Pastoral da Criança foi indicada pelo governo brasileiro ao Prêmio Nobel da Paz. Em 2006, a Dra. Zilda foi indicada ao Prêmio Nobel da Paz, junto com outras 999 mulheres de todo o mundo selecionadas pelo Projeto 1 000 Mulheres, da associação suíça 1 000 Mulheres para o Prêmio Nobel da Paz. Também é cidadã honorária de onze estados brasileiros (Ceará, Rio de Janeiro, Paraíba, Alagoas, Mato Grosso, Rio Grande do Norte, Paraná, Pará, Mato Grosso do Sul, Espírito Santo, Tocantins) e de trinta e dois municípios e doutora Honoris Causa das seguintes universidades:
- Pontifícia Universidade Católica do Paraná
- Universidade Federal do Paraná
- Universidade do Extremo-Sul Catarinense de Criciúma
- Universidade Federal de Santa Catarina
- Universidade do Sul de Santa Catarina

## Beatificação
Em 10 de janeiro de 2015, uma missa celebrada no Estádio Joaquim Américo Guimarães (Arena da Baixada), em Curitiba, marcou a entrega de um dossiê, enviado à Congregação para as Causas dos Santos, que solicita a abertura do processo de beatificação de Zilda Arns Neumann. Atualmente, seu processo de beatificação está nas mãos da Arquidiocese de Porto Príncipe, no Haiti. Em agosto de 2016, o arcebispo de Curitiba, Dom José Antônio Peruzzo, enviou uma carta ao arcebispo de Porto Príncipe, Guire Poulard, solicitando a transferência dos trâmites de seu processo de beatificação para o Brasil.